# Drzewiak jasnolicy
Drzewiak jasnolicy, drzewiak Lumholtza (Dendrolagus lumholtzi) – gatunek ssaka z podrodziny kangurów (Macropodinae) w obrębie rodziny kangurowatych (Macropodidae). 

## Taksonomia
Gatunek po raz pierwszy zgodnie z zasadami nazewnictwa binominalnego opisał w 1884 roku norweski zoolog Robert Collett nadając mu nazwę Dendrolagus lumholtzi. Miejsce typowe to Herbert Vale, Queensland, Australia. Okazy typowe to seria syntypów: skóra i czaszka młodocianego samca (sygnatura BM 1884.4.18.2 (wcześniej  NHMO 1869 (B))) z kolekcji Muzeum Historii Naturalnej w Londynie, zebrany przez norweskiego przyrodnika Carla Lumholtza w styczniu 1883 roku; wypchana skóra z czaszką samca (sygnatura NHMO 1864 (F)) z kolekcji Naturhistorisk museum, przy Uniwersytecie w Oslo, zebrany przez Lumholtza w lutym 1883 roku; wypchana skóra z czaszką młodocianego osobnika (sygnatura NHMO 1868 (A)) z kolekcji Naturhistorisk museum, zebrany przez Lumholtza w lutym 1883 roku; skóra z niekompletnym szkieletem (bez głowy) (sygnatura NHMO 1869 (E)) z kolekcji Naturhistorisk museum, zebrany przez Lumholtza w styczniu 1883 roku; skóra i czaszka młodocianej samicy (sygnatura NHMO 1869 (C)) z kolekcji Naturhistorisk museum, wysłany później do Museo Civico di Storia Naturale Giacomo Doria (status nieznany), zebrana przez Lumholtza w styczniu 1883 roku; skóra i czaszka osobnika o nieznanej płci (sygnatura ZMUC M241 (wcześniej NHMO 1869 (D))) z kolekcji Zoologisk Museum, przy Uniwersytecie Kopenhaskim, zebrany przez Lumholtza w styczniu 1883 roku.
Badania oparte na danych genetycznych umiejscawiają D. lumholtzi jako takson siostrzany w stosunku do D. bennettianus i razem tworzą klad który jest grupą siostrzaną dla reszty gatunków z rodzaju Dendrolagus. 
Autorzy Illustrated Checklist of the Mammals of the World uznają ten gatunek za monotypowy.

### Etymologia
- Dendrolagus: gr. δενδρον dendron „drzewo”; λαγως lagōs „zając”[11].
- lumholtzi: Carl Sofus Lumholtz (1851–1922), norweski przyrodnik, etnolog, humanista i podróżnik[12].

## Zasięg występowania
Drzewiak jasnolicy występuje w lasach deszczowych północno-wschodniego Queenslandu od Mount Carbine Tableland na południe do Kirrimy.

## Morfologia
Długość ciała (bez ogona) samic 42–67,5 cm, samców 52–71 cm, długość ogona samic 52–74 cm, samców 65,5–84,5 cm; masa ciała samic 4,7–7,8 kg, samców 5,4–9,9 kg. Wierzch ciała czarnobrązowy nakrapiany, boki i spód jaśniejsze. Przednie nogi są długie i muskularne, stopy krótkie i szerokie. Ogon długi, o czarnej stronie spodniej.

## Tryb życia
Drzewiaki jasnolice są aktywne w nocy. Dzień spędzają śpiąc na gałęziach w koronach drzew. Odżywiają się głównie liśćmi, ale też różnymi owocami, korą drzew i młodymi pędami drzew i krzewów. Potrafi przeskoczyć z drzewa na drzewo na odległość 9 metrów, ogon służy mu jako ster i narząd równowagi. Żyje w małych grupach. Prawdopodobnie na świat przychodzi tylko jedno młode.

## Status zagrożenia
W Czerwonej księdze gatunków zagrożonych Międzynarodowej Unii Ochrony Przyrody i Jej Zasobów został zaliczony do kategorii NT (ang. near threatened ‘bliski zagrożenia’).